# Piers Courage
Piers Courage, född 27 maj 1942 i Colchester i England, 
död 21 juni 1970 i Zandvoort i Nederländerna, var en brittisk racerförare.

## Racingkarriär
Courage tävlade i formel 1 i slutet av 1960-talet. Han omkom under loppet i Nederländerna 1970 när hans bil åkte av banan, kolliderade med en stolpe, slog runt och började brinna.

## F1-karriär

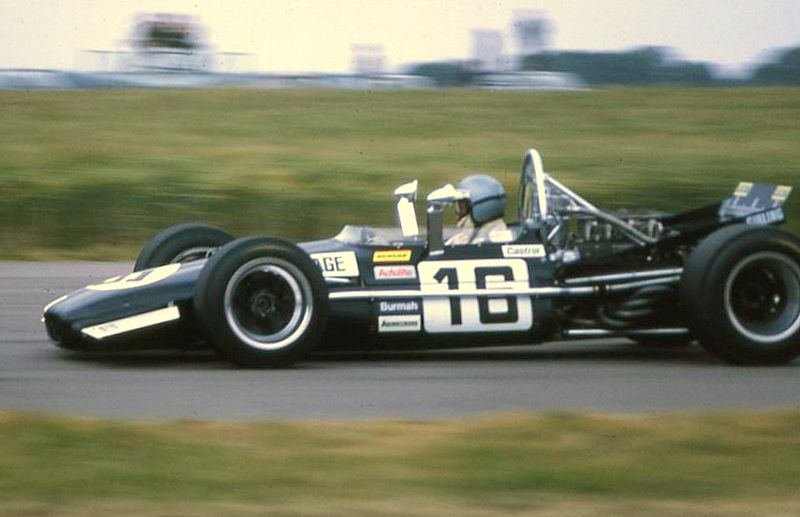
Piers Courage i en Brabham BT26A i

| Säsong | Stall/Tillverkare             | Poäng | Placering |
| ------ | ----------------------------- | ----- | --------- |
| 1967   | Reg Parnell (Lotus-BRM & BRM) | 0     | –         |
| 1968   | Reg Parnell (BRM)             | 4     | 20        |
| 1969   | Williams (Brabham-Ford)       | 16    | 8         |
| 1970   | Williams (De Tomaso-Ford)     | 0     | –         |

| 1. Monaco 1969 2. USA 1969 |